# فیلم‌شناسی مهران مدیری

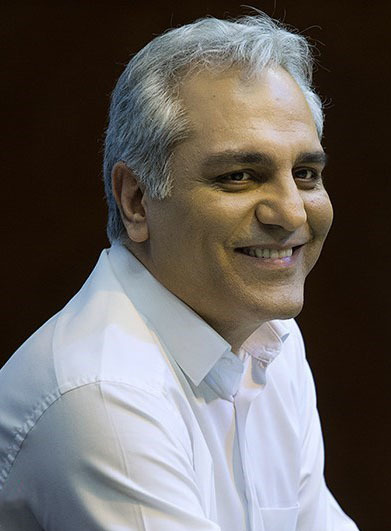
مدیری در نشست خبری ساعت ۵ عصر، ۱۳۹۶

فیلم‌شناسی مهران مدیری فهرستی از آثار سینمایی و تلویزیونی است که مهران مدیری (زادهٔ ۱۳۴۶) هنرپیشه، مجری، تهیه‌کننده، خواننده و کارگردان، کارگردانی، نویسندگی، فیلم‌برداری، تهیه‌کنندگی یا نقش‌آفرینی در آن‌ها را بر عهده داشته است. او تاکنون دو فیلم بلند و تعداد زیادی مجموعه تلویزیونی و نمایش خانگی را کارگردانی کرده است. مدیری در سال ۱۳۶۸ وارد رادیو شد و در داستان شب به مدت شش سال به (گویندگی) پرداخت. در سال ۱۳۷۲، به همراه داریوش کاردان اولین برنامه طنز خود را برای نوروز ساخت. تا سال ۱۳۷۲ با نمایش‌های زیادی چون: شوخی، تلگراف، آرسنال، پانسیون، سیمرغ، هملت، کیسه بوکس و… روی صحنه رفت. همچنین در این دوران به عنوان بازیگر در نمایش‌های رادیویی قصه‌های شب نیز حضور داشت. آغاز شهرت مدیری از سال ۱۳۷۲ بود که در مجموعهٔ طنز نوروز ۷۲ بازی کرد. 
مدیری در طول حرفهٔ خود بیشتر به ساختن مجموعه‌های تلویزیونی مشغول بوده است. پرواز ۵۷، مجموعه طنز تلویزیونی بود که در دهه فجر سال ۱۳۷۲ از شبکه یک پخش شد. این نخستین کار کارگردانی مدیری در یک مجموعه طنز تلویزیونی بود. پرواز ۵۷ را می‌توان دومین نقطهٔ عطف مجموعه‌های طنز تلویزیونی پس از پیروزی انقلاب دانست. پس از ساخت و پخش مجموعه پرواز ۵۷، مهران مدیری ساخت سریالی دیگر را به نام ساعت خوش، با بازیگرانی نه چندان مطرح آغاز کرد که در سال‌های ۱۳۷۲ و ۷۳ به صورت هفته‌ای یکبار از شبکه دو پخش می‌شد. این مجموعه شامل قطعات طنز کوتاه بود و نکته خاص آن متفاوت بودن آن با نوع طنزی بود که در آن زمان در صدا و سیما رایج بود و بسیار تکراری و یکنواخت شده بود. پس‌از آن مدیری مجموعه‌های موفقی مانند: سال خوش، پاورچین، نقطه‌چین، شب‌های برره و قهوه تلخ را ساخت، مدیری در سال ۱۳۹۵ اولین فیلم خود به‌نام ساعت ۵ عصر را ساخت که در نخستین روز اکران بیش از ۷۰۰ میلیون تومان فروش داشت و در کمتر از یک هفته، به عدد ۲ میلیارد و ۳۰۰ میلیون تومان در جدول فروش فیلم‌های در حال اکران رسید. پس از ۸ هفته اکران، مجموع فروش این فیلم به ۹ میلیارد تومان رسید. او در سال ۱۴۰۳ دومین فیلم خود به‌نام ساعت ۶ صبح را منتشر کرد.
مجلهٔ نیوزویک در مقاله‌ای او را بیستمین مرد قدرتمند سال ۲۰۰۹ میلادی در ایران نامید. مدیری ۱۰ بار برندهٔ جایزهٔ حافظ شده است و رکورد بیشترین جوایز را در بین کسانی که برندهٔ جایزهٔ حافظ شده‌اند، دارد.

## فیلم
| سال  | نام                         | سمت                               | نقش            |
| ---- | --------------------------- | --------------------------------- | -------------- |
| ۱۳۷۰ | دیگه چه خبر!؟               | دستیار طراح صحنه                  | —              |
| ۱۳۷۳ | دیدار                       | بازیگر                            | امیر           |
| ۱۳۸۱ | توکیو بدون توقف             | بازیگر/بازیگردان                  | پرویز          |
| ۱۳۸۶ | همیشه پای یک زن در میان است | بازیگر                            | جاهد           |
| ۱۳۸۶ | دایره زنگی                  | بازیگر                            | عباس رزاقی     |
| ۱۳۸۷ | ساکن صحرای سکوت             | بازیگر                            | [ ۸ ]          |
| ۱۳۹۰ | تهران ۱۵۰۰                  | صدا پیشه                          | اکبر مدیری     |
| ۱۳۹۰ | پل چوبی                     | بازیگر                            | کامران صبوحی   |
| ۱۳۹۴ | من ناصر حجازی هستم...       | بازیگر                            | [ ۹ ]          |
| ۱۳۹۵ | ساعت ۵ عصر                  | کارگردان/نویسنده/تهیه‌کننده/بازیگر | بازپرس         |
| ۱۳۹۷ | رحمان ۱۴۰۰                  | بازیگر                            | جالوسی         |
| ۱۳۹۸ | ما همه با هم هستیم          | بازیگر                            | بازپرس         |
| ۱۳۹۸ | درخت گردو                   | بازیگر                            | احمد           |
| ۱۴۰۰ | خائن‌کشی                     | بازیگر                            | سهراب صفا      |
| ۱۴۰۲ | ساعت ۶ صبح                  | کارگردان/نویسنده/طراح صحنه/بازیگر | پلیس           |
| ۱۴۰۲ | آدم فروش                    | بازیگر                            | رمال، آینه بین |
| ۱۴۰۳ | گیله پیرمرد                 | بازیگر                            | مهران مدیری    |
| ۱۴۰۳ | آقای زالو                   | بازیگر                            |                |

## تلویزیون
| سال        | نام                | سمت                                   | نقش                        |
| ---------- | ------------------ | ------------------------------------- | -------------------------- |
| ۱۳۶۹       | مشت‌های کوچک        | بازیگر                                | نامعلوم                    |
| ۱۳۷۱       | حکایت‌ها            | بازیگر                                | نامعلوم                    |
| ۱۳۷۱       | پندها و اندرزها    | بازیگر                                | نامعلوم                    |
| ۱۳۷۱       | حکایتی و حکمتی     | بازیگر                                |                            |
| ۱۳۷۲       | نوروز ۷۲           | بازیگر                                |                            |
| ۱۳۷۲       | باغ گیلاس          | بازیگر                                | محسن                       |
| ۱۳۷۲       | پرواز ۵۷           | بازیگر                                |                            |
| ۱۳۷۳       | ساعت خوش           | بازیگر/کارگردان                       |                            |
| ۱۳۷۴       | سال خوش            | بازیگر/کارگردان                       |                            |
| ۱۳۷۴       | نوروز ۷۴           | بازیگر                                |                            |
| ۱۳۷۶       | نوروز ۷۶           | بازیگر                                |                            |
| ۱۳۷۷       | جُنگ ۷۷             | بازیگر/کارگردان                       | رامین                      |
| نوروز ۱۳۷۸ | ۱+۷۷               | کارگردان                              |                            |
| ۱۳۷۸       | ببخشید شما         | مجری/کارگردان                         |                            |
| ۱۳۷۸       | پلاک ۱۴            | بازیگر/کارگردان                       | فرود                       |
| ۱۳۷۹       | نود شب             | بازیگر/کارگردان                       | مهران                      |
| ۱۳۸۰       | طنز ۸۰             | مجری/تهیه‌کننده/کارگردان               |                            |
| ۱۳۸۰       | دردسر والدین       | بازیگر                                | علی پورحاتم                |
| ۱۳۸۱       | پاورچین            | بازیگر/کارگردان                       | فرهاد برره                 |
| ۱۳۸۲       | نقطه‌چین            | بازیگر/طراح صحنه و لباس/کارگردان      | کارآگاه اردلان پشندی       |
| ۱۳۸۳       | جایزه بزرگ         | بازیگر/کارگردان                       | بیژن جمالی                 |
| ۱۳۸۴       | شب‌های برره         | بازیگر/خواننده/کارگردان               | شیر فرهاد پایین برره       |
| ۱۳۸۵       | باغ مظفر           | بازیگر/خواننده/کارگردان               | مظفر مظفر زرگنده           |
| ۱۳۸۶       | مرد هزارچهره       | بازیگر/کارگردان/مجری طرح              | مسعود شصت‌چی                |
| ۱۳۸۷       | مرد دوهزارچهره     | بازیگر/کارگردان                       | مسعود شصت‌چی                |
| ۱۳۸۲–۱۳۸۷  | در چشم باد         | صداپیشه                               | گوینده شخصیت محمدعلی فروغی |
| ۱۳۹۳       | در حاشیه           | بازیگر/کارگردان/طراح صحنه و لباس/طراح | دکتر سهراب کاشف            |
| ۱۳۹۴       | در حاشیه ۲         | کارگردان/طراح صحنه و لباس/طراح        | دکتر سهراب کاشف            |
| ۱۳۹۴–۱۳۹۹  | دورهمی             | کارگردان/مجری/خواننده                 | مهران مدیری                |
| ۱۴۰۰–۱۴۰۱  | مسابقه بزرگ دورهمی | کارگردان/طراح/مجری                    | مهران مدیری                |
| ۱۴۰۴       | شیش ماهه           | کارگردان/بازیگر                       |                            |

## شبکه نمایش خانگی
| سال ساخت  | نام                 | سمت                                             | نقش               |
| --------- | ------------------- | ----------------------------------------------- | ----------------- |
| ۱۳۸۵      | گنج مظفر            | بازیگر/خواننده/کارگردان                         | مظفرخان/راوی      |
| ۱۳۸۷      | بمب خنده (غیررسمی)  | بازیگر/کارگردان                                 |                   |
| ۱۳۹۱–۱۳۸۹ | قهوه تلخ            | بازیگر/خواننده/کارگردان/طراح تیتراژ             | بلوتوس کبیر       |
| ۱۳۹۲      | قلب یخی (فصل سوم)   | بازیگر                                          | مهران آصفی        |
| ۱۳۹۱      | ویلای من            | بازیگر/کارگردان/طراح صحنه و لباس/تهیه‌کننده      | ارسلان مشکات      |
| ۱۳۹۲      | شوخی کردم…!         | بازیگر/کارگردان/مجری/طراح صحنه و لباس/تهیه‌کننده | در نقش‌های مختلف   |
| ۱۳۹۴      | عطسه                | بازیگر/کارگردان                                 | در نقش‌های مختلف   |
| ۱۳۹۸–۱۳۹۷ | هیولا               | بازیگر/کارگردان/تهیه‌کننده                       | کامران کامروا     |
| ۱۳۹۸      | شب‌نشینی (توقیف شده) | کارگردان/مجری                                   | مهران مدیری       |
| ۱۴۰۰–۱۳۹۹ | دراکولا             | بازیگر/کارگردان/تهیه‌کننده                       | کامران کامروا     |
| ۱۴۰۰      | خاتون               | بازیگر                                          | جهانگیر خان روزبه |
| ۱۴۰۰      | خائن‌کشی             | بازیگر                                          | سهراب صفا         |
| ۱۴۰۲      | پدر گواردیولا       | بازیگر                                          | بیوک              |
| ۱۴۰۲      | اسکار               | کارگردان/مجری                                   | مهران مدیری       |
| ۱۴۰۲      | افعی تهران          | بازیگر                                          | مهران مدیری       |
| ۱۴۰۳–۱۴۰۲ | گل یا پوچ           | مجری                                            | مهران مدیری       |
| ۱۴۰۳–۱۴۰۲ | تاسیان              | بازیگر                                          | دکتر حامد رجب‌زاده |
| ۱۴۰۳      | قهوه پدری           | بازیگر/کارگردان                                 | اون               |
| ۱۴۰۴–۱۴۰۳ | شاه‌گل               | مجری                                            | مهران مدیری       |

## تئاتر
| نام                | سمت     | سال  |
| ------------------ | ------- | ---- |
| خرگوش              | بازیگر  | ۱۳۵۳ |
| شوخی               | بازیگر  | ۱۳۵۶ |
| تلگراف             | بازیگر  | ۱۳۵۸ |
| پلنگ نادان         | بازیگر  | ۱۳۶۲ |
| یک طنز و یک غم آوا | بازیگر  | ۱۳۶۴ |
| ساعت عمو اسکندر    | آهنگساز | ۱۳۶۶ |
| آرسنال             | بازیگر  | ۱۳۶۷ |
| پانسیون            | بازیگر  | ۱۳۶۸ |
| هملت               | بازیگر  | ۱۳۶۹ |
| سیمرغ              | بازیگر  | ۱۳۷۰ |
| کیسه بوکس          | بازیگر  | ۱۳۷۱ |
| محبوبه‌ها           | صداپیشه | ۱۴۰۳ |

## فیلم کوتاه
| نام                  | سمت               | سال  |
| -------------------- | ----------------- | ---- |
| مستند بنفشه آفریقایی | کارگردان/بازیگر   | ۱۳۷۷ |
| پس از هرگز           | تهیه‌کننده/تدوین‌گر | ۱۴۰۰ |

## رادیو
- داستان‌های شب رادیو (بازیگر)[۲۴]
- دیوانه از قفس پرید به کارگردانی بهزاد فراهانی، ۱۳۷۰[۲۴]
- دژ به کارگردانی اکبر زنجانپور، ۱۳۷۰[۲۴]
- واسکادلوگاما به کارگردانی جواد شیرگر، ۱۳۷۱[۲۴]
- موشها و آدمها به کارگردانی محمد عمرانی، ۱۳۷۱[۲۴]
- برنامه جلوه‌های پایداری (گوینده)[۲۴]

## موسیقی
| عنوان                                           | نام آهنگ                                        | توضیحات | سال  |
| ----------------------------------------------- | ----------------------------------------------- | --- | ---- |
| «کاست برای کودکان»                              | «کاست برای کودکان»                              | بازیگر، کارگردان بهروز غریب پور                                                                                     | ۱۳۷۲ |
| کاست «دلتنگی‌ها»                                 | کاست «دلتنگی‌ها»                                 | دکلمه اشعار هاتف علیمردانی                                                                                          | ۱۳۷۸ |
| آلبوم «از روی سادگی»                            | «دو راهی»                                       | موسیقی بابک بیات و فردین خلعتبری                                                                                    | ۱۳۷۹ |
| آلبوم «از روی سادگی»                            | «مسافر»                                         | موسیقی بابک بیات و فردین خلعتبری                                                                                    | ۱۳۷۹ |
| آلبوم «از روی سادگی»                            | «پنجره»                                         | موسیقی بابک بیات و فردین خلعتبری                                                                                    | ۱۳۷۹ |
| آلبوم «از روی سادگی»                            | «رقص ایرانی»                                    | موسیقی بابک بیات و فردین خلعتبری                                                                                    | ۱۳۷۹ |
| آلبوم «از روی سادگی»                            | «صبح عید»                                       | موسیقی بابک بیات و فردین خلعتبری                                                                                    | ۱۳۷۹ |
| آلبوم «از روی سادگی»                            | «ترانه کو»                                      | موسیقی بابک بیات و فردین خلعتبری                                                                                    | ۱۳۷۹ |
| آلبوم «از روی سادگی»                            | «ستارهٔ گمشده»                                   | موسیقی بابک بیات و فردین خلعتبری                                                                                    | ۱۳۷۹ |
| آلبوم «از روی سادگی»                            | «گل آرزو»                                       | موسیقی بابک بیات و فردین خلعتبری                                                                                    | ۱۳۷۹ |
| خوانندگی تیتراژ فیلم «هم‌نفس»                    | خوانندگی تیتراژ فیلم «هم‌نفس»                    | موسیقی فردین خلعتبری                                                                                                | ۱۳۸۲ |
| خوانندگی تیتراژ سریال «مهر و ماه»               | خوانندگی تیتراژ سریال «مهر و ماه»               | موسیقی فردین خلعتبری                                                                                                | ۱۳۸۳ |
| خوانندگی تیتراژ سریال «شب‌های برره»              | خوانندگی تیتراژ سریال «شب‌های برره»              | موسیقی بهرام دهقانیار                                                                                               | ۱۳۸۴ |
| خوانندگی تیتراژ سریال «باغ مظفر»                | خوانندگی تیتراژ سریال «باغ مظفر»                | موسیقی بهرام دهقانیار                                                                                               | ۱۳۸۵ |
| خوانندگی تک‌آهنگ در آلبوم «دارکوب»               | «حیران (شاه صنم)»                               | موسیقی گروه دارکوب                                                                                                  | ۱۳۸۹ |
| خوانندگی تیتراژ سریال «قهوه تلخ»                | خوانندگی تیتراژ سریال «قهوه تلخ»                | موسیقی بهرام دهقانیار                                                                                               | ۱۳۸۹ |
| خوانندگی تیتراژ برنامه «دورهمی»                 | خوانندگی تیتراژ برنامه «دورهمی»                 | شعر از حافظ و موسیقی مهیار علیزاده                                                                                  | ۱۳۹۴ |
| خوانندگی تیتراژ آغازین و پایانی سریال «زعفرانی» | خوانندگی تیتراژ آغازین و پایانی سریال «زعفرانی» | اشعار از مولانا و محمدعلی بهمنی و موسیقی مهیار علیزاده                                                              | ۱۳۹۴ |
| تک آهنگ                                         | «یار تویی»                                      | شعر از مولانا و موسیقی مهیار علیزاده (این آهنگ پس از فوت عارف لرستانی منتشر و به او تقدیم شد)                       | ۱۳۹۶ |
| تک آهنگ                                         | «کوه قاف»                                       | شعر از ندا پارسایی و موسیقی محمد زند وکیلی (این آهنگ با همخوانی علی زند وکیلی به مناسبت فرا رسیدن شب یلدا منتشر شد) | ۱۴۰۳ |
| آلبوم «جان بی‌قرار»                              | «بی‌نشان»                                        | شعر از مولانا و موسیقی مهیار علیزاده با دکلمه سجاد افشاریان                                                         | ۱۴۰۴ |
| آلبوم «جان بی‌قرار»                              | «یار مرا»                                       | شعر از مولانا و موسیقی مهیار علیزاده با دکلمه سجاد افشاریان                                                         | ۱۴۰۴ |
| آلبوم «جان بی‌قرار»                              | «آمده‌ای»                                        | شعر از مولانا و موسیقی مهیار علیزاده با دکلمه سجاد افشاریان                                                         | ۱۴۰۴ |
| آلبوم «جان بی‌قرار»                              | «از دل و جان»                                   | شعر از مولانا و موسیقی مهیار علیزاده با دکلمه سجاد افشاریان                                                         | ۱۴۰۴ |
| آلبوم «جان بی‌قرار»                              | «من مست و تو دیوانه»                            | شعر از مولانا و موسیقی مهیار علیزاده با دکلمه سجاد افشاریان                                                         | ۱۴۰۴ |
| آلبوم «جان بی‌قرار»                              | «ای عاشقان»                                     | شعر از مولانا و موسیقی مهیار علیزاده با دکلمه سجاد افشاریان                                                         | ۱۴۰۴ |